# 4871 Riverside
A 4871 Riverside (ideiglenes jelöléssel 1989 WH1) a Naprendszer kisbolygóövében található aszteroida. Masahiro Koishikawa fedezte fel 1989. november 24-én.